# Hot swap (jeu vidéo)
Pour le concept informatique de redondance de composants, voir Hot-swap.
Le hot swap ou swapping, terme anglais signifiant « échange à chaud », est une fonctionnalité présente dans certains jeux vidéo, notamment des FPS. Elle permet au joueur de prendre le contrôle d'un autre personnage, évoluant dans le même niveau, sans interrompre la partie.
Pour cela le joueur sélectionne un personnage contrôlé par l'intelligence artificielle, quelle que soit sa position sur la carte : la vue du joueur est immédiatement transférée dans celle du personnage sélectionné afin de le contrôler, laissant le précédent personnage sous le contrôle de l'IA.

## Histoire
Il y a peu de jeux vidéo qui utilisent le hot swap. Les plus connus sont :
- Star Wars: Battlefront (2004) ;
- Battlefield 2: Modern Combat (2005)[1] ;
- Conflict: Denied Ops (2008) ;
- Grand Theft Auto IV (2008).